# مسوغات الابتداء بالنكرة
الأصل في المبتدأ أن يكون أحد أنواع المعارف، كالضمير والعَلَم، ولا يجوز الابتداء بالنكرة، لأنها مجهولة، والحكم على المجهول لا يفيد السامع شيئًا، إلا أن هناك مسوِّغات تجعل النكرة في حالة إفادة، وعندئذٍ يجوز الابتداء بها.

## القاعدة
لا يجوز الابتداءُ بالنكرة إلا إذا أفادَتْ، و تَحْصلُ الفائدةُ بِعدَّةِ مُسَوِّغَاتِ منها:
1. إذا سَبَقَهَا نَفْيٌ، أو استفهامٍ، أو (لولا)، أو (إذا) الفجائية.
2. إذا خُصِّصَت بوصفٍ أو إضافةٍ.
3. إذا أفادت الدُّعاءَ، أو دَلَّت على العُمُومِ، أو التقْسِيمِ.
4. إذا تَقَدَّمَ الخبرُ عَلَيهَا، وَكَانَ جارًّا ومجرورًا أو ظرْفًا.

ومع أن هذه الكلماتِ نكراتٌ، إلا أنها قد أَفَادَتْ، وهذا هو السببُ الذي من أجله صَحَّ الابتداءُ بها. وهناك مبرراتٌ لصحةِ الابتداءِ بالنكرة كثيرةٌ، وتتناول هذه المقالة أشهرها.

## الأمثلة
إذا تأملنَا الكلمات ذات الخط العريض في الأمثلة، وهي: (أحدٌ، وإلهٌ، وكتابٌ، ومطرٌ، وقولٌ، وخمسُ، وسلامٌ، ومَنْ، ويومٌ، وغشاوةٌ، ومزيدٌ) لوجدناها كلَّها نكراتٍ، وقد وقعت مبتدآتٍ في جُملهَا.

### المجموعة الأولى
- ما أحدٌ مسافرٌ.
- ﴿أَإِلَٰهٌ مَّعَ اللَّهِ ۚ﴾
- ﴿لَّوْلَا كِتَٰبٌ مِّنَ ٱللَّهِ سَبَقَ لَمَسَّكُمْ فِيمَآ أَخَذْتُمْ عَذَابٌ عَظِيمٌ﴾
- خرجتُ فإذا مطرٌ منهمرٌ.

يصح الابتداء بالنكرة في حال كانت بَعْدَ نَفْيِ، أو استفهام، أو بَعْدَ (لولا)، أو (إذا) الفجائية

### المجموعة الثانية
- ﴿قَوْلٌ مَّعْرُوفٌ وَمَغْفِرَةٌ خَيْرٌ مِّن صَدَقَةٍۢ يَتْبَعُهَآ أَذًى ۗ وَٱللَّهُ غَنِىٌّ حَلِيمٌ﴾
- خمسُ صلواتٍ كتبهنَّ اللهُ على العبادِ.

عند النظر للأمثلة السابقة نجد أن النكرة قد وَليَهَا مَا يُخصِّصُها مِنْ وصْفٍ أو إضافةٍ، لذلك جاز الابتداء بها.

### المجموعة الثالثة
- ﴿سَلَامٌ عَلَيْكُمْ لَا نَبْتَغِي الْجَاهِلِينَ﴾
- ﴿فَـمَنْ يَعْمَلْ مِثْقَالَ ذَرَّةٍ خَيْرًا يَرَهُ﴾
- صبرًا على المكاره فيومٌ لك ويومٌ عليكَ.

نرى هنا أن النكرة قد أفادتْ الدُّعاء، أو دلَّت على العُمُوم، أو التنويع، أو التقسيمِ بِذَاتِهَا.

### المجموعة الرابعة
- ﴿وَعَلَىٰٓ أَبْصَٰرِهِمْ غِشَٰوَةٌ ۖ﴾
- ﴿لَهُم مَّا يَشَاءُونَ فِيهَا وَلَدَيْنَا مَزِيدٌ﴾

نرى أنه تقدَم الخبرُ شِبْهُ الجُمْلَةِ عليها: الجار والمجرور (على أبصارهم)، والظرف (لدينا)، فجاز الابتداء بالنكرة.

## ملاحظة
هذه هي بعضُ الضوابطِ التي يجوزُ فيها الابتداء بالنكرة في اللغة العربية، غير أن المعوَّل فيها وفي غيرها هو إفادةُ النكرة، فإن أفادتِ النكرةُ معنًى في الجملة صَحَّ الابتداءُ بها، وإلا فلا.